# ماریا گاربوفسکا-کی‌یرچینسکا
ماریا گاربوفسکا-کی‌یرچینسکا (لهستانی: Maria Garbowska-Kierczyńska؛ ‏ ۳ دسامبر ۱۹۲۲ – ۲ ژانویهٔ ۲۰۱۶) بازیگر اهل لهستان بود.
از فیلم‌ها یا مجموعه‌های تلویزیونی که وی در آن‌ها نقش داشته‌است، می‌توان به خانه کشیش اشاره نمود.